# Удимський
Удимський (рос. Удимский) — селище в Котлаському районі Архангельської області Російської Федерації.
Населення становить 2463 особи. Входить до складу муніципального утворення Котласький муніципальний округ.

## Історія
До 2022 року входило до складу муніципального утворення Приводинське поселення.

## Населення
| 1959  | 1970  | 1979  | 1989  | 2002  | 2009  | 2010  |
| ----- | ----- | ----- | ----- | ----- | ----- | ----- |
| 6497  | ↗7801 | ↘6110 | ↘3473 | ↘2697 | ↘2617 | ↘2081 |
| 2012  |       |       |       |       |       |       |
| ↗2463 |       |       |       |       |       |       |